# Notomabuya frenata
Notomabuya frenata, mais conhecido como o calango-liso, é um pequeno lagarto da família mabuyidae pertencendo a ordem squamata. Esses animais podem ser avistados no cerrado, onde há cobertura arbórea, raramente em ambiente savânico. Apresenta dimorfismo sexual, sendo a fêmea maior que o macho. Sua dieta é composta cupins, formigas e ortópteros.

## Características
São animais de pequeno porte, podendo atingir uns 60 cm. Seu corpo é cilíndrico e coberto por escamas lisas, formadas por queratina de origem epidérmica. Seus membros são curtos e possuem autotomia caudal, que consiste na liberação total ou de uma pequena parte da cauda quando se sentem ameaçados. Como outros répteis, o pequeno lagarto é ectotérmico, onde seu corpo precisa de fontes externas para a manutenção de sua temperatura; uma vantagem da ectotermia é que esses animais não gastam energia para produção de calor, sendo assim, essa energia é usada para seu crescimento e reprodução. Esses animais se encontram em uma subdivisão chamada Autoglossa por possuírem língua bífida, dentro de scleroglossa. Como os outros squamata, o macho possui hemipénis, então o macho possui dois órgãos copuladores; esses animais também apresentam a perda da barra temporal inferior (estreptostilia), isso possibilitou esses animais a maior abertura de sua boca, então os animais que pertencem aos squamata têm seus hábitos alimentares mais diversificados, sendo essas características uma apomorfia desse grupo.    